# Gewehr 41
Označení puška G 41 nesly dva podobné typy samonabíjecích pušek navržených v průběhu druhé světové války německými konstruktéry podle požadavků armády. První typ nesl označení G 41 M a vytvořen byl v továrně Mauser, druhý byl vyprojektován zbrojovkou Walther a pojmenován G 41 W. Obě zbraně byly navrženy začátkem války.

## Historie
Armáda vznesla následující požadavky na konstrukci zbraní:
- do hlavně nesměl být vyvrtán otvor pro odběr prachových plynů
- puška nesměla mít na horní straně zbraně žádné pohyblivé části
- v případě že selhala automatika, mohla se zbraň ovládat jako opakovací puška. K tomu měla sloužit klika závěru, která fungovala stejně jako u Kar98k.

Vzhledem k tomu že do hlavně nesměl být vytvořen otvor a podle některých zdrojů bylo rovněž zakázáno použít systém založený na krátkém pohybu hlavně. Bylo jedinou možností použití Bangova systému (pojmenovaný podle Dánského puškaře Sørena H. Banga), který odebíral plyny na ústí hlavně. 

## Mauser G 41

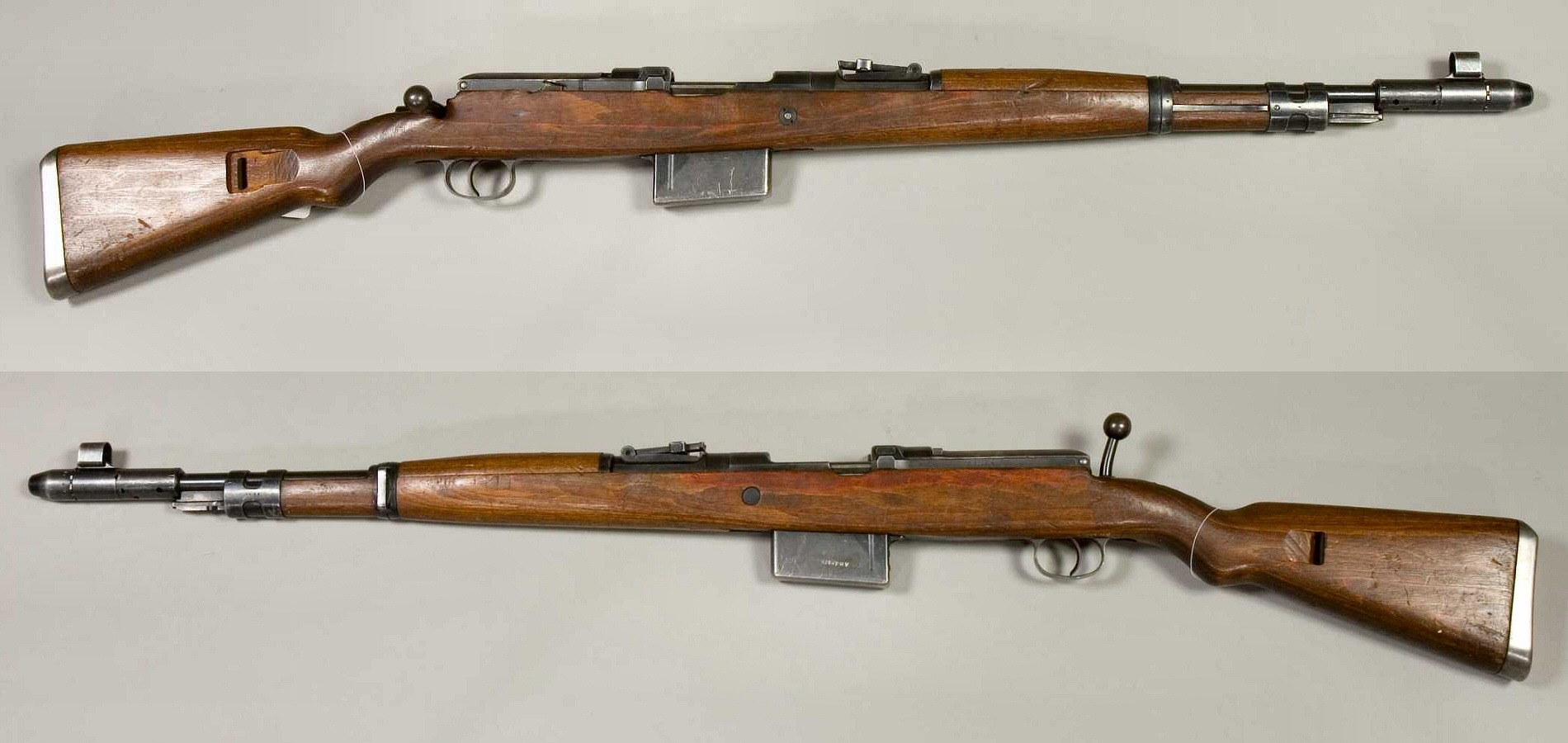
Mauser G 41

Samonabíjecí puška Gewehr 41 (M) využívala stejný princip mechanismu jako měla puška Mauser M 1902. Odběr prachových plynů probíhal prostřednictvím zařízení na ústí hlavně. Před ústím hlavně byla expanzní komora zakončená kuželem, odrážejícím spaliny na píst obepínající hlaveň, který přenášel energii na pístnici ovládající závěr. Uzamčení závěru bylo zajištěno otáčením závorníku s dvěma uzamykacími ozuby. Pro ruční otevření závěru byla puška vybavena nezávislou napínací pákou, která při střelbě zůstávala v klidu. Neodnímatelná nábojová schránka se plnila deseti náboji prostřednictvím nábojových pásků.
Po objednávce 5000 pušek G 41(M) v roce 1941 pro účely vojskových zkoušek následovala ve zbrojovce Mauser výroba dalších 12 000-15 000 kusů pušek, které byly považovány spíše za zkušební vzor.

## Walther G 41
Samonabíjecí puška Gewehr 41 (W) pracovala rovněž na principu odběru prachových plynů, který probíhal prostřednictvím zařízení na ústí hlavně. Před ústím hlavně byla expanzní komora zakončená kuželem, odrážejícím spaliny na píst obepínající hlaveň, který přenášel energii na pístnici ovládající závěr. Ten byl odlišně uzamykán dvěma symetricky uloženými závorami, jež byly rozevírány do stran zvláštním klínem. Napínací páka byla pevně spojena s nosičem závorníku. Pevná nábojová schránka byla stejná jako u typu G 41 Mauser.
První série 3400 kusů zhotovená koncem roku 1941 byla přidělena k vojskovým zkouškám v poli. Poté následovala výroba několika desítek tisíc pušek u firmy Walther a Berlin Lübecker Maschinenfabrik, převážně v roce 1943. Samonabíjecí puška G 41 (W) byla výrobně jednodušší a lacinější, než konkurenční typ G 41 (M), ale trpěla některými závadami, a proto nedosáhla všeobecného rozšíření u polních jednotek. Brzy byla nahrazena vylepšeným typem G 43.